# بازقلعه ملک
بازقلعه ملک، روستایی است از توابع بخش سنگر شهرستان رشت در استان گیلان ایران.

## جمعیت
این روستا در دهستان سنگر قرار دارد و براساس سرشماری مرکز آمار ایران در سال ۱۳۸۵، جمعیت آن ۴۸۹ نفر (۱۵۵خانوار) بوده‌است.

## شخصیت های برجسته
محمدعلی افراشته داستان‌نویس، روزنامه‌نگار، طنزپرداز، شاعر و مؤلف سرشناس، اهل این روستا بود.
همچنین حقوقدان برجسته کشور، محمد وارسته بازقلعه از شخصیت‌های شاخص حال حاضر این روستا می‌باشد.

## طبیعت
این روستا در حاشیه سپیدرود واقع شده‌است که از نظر طبیعی چشم‌انداز بسیار زیبایی دارد و سالانه گردشگران زیادی برای بازدید از کرانه سپیدرود به این نقطه می‌آیند.